# Hyperscopaeus
Hyperscopaeus – rodzaj chrząszczy z rodziny kusakowatych i podrodziny żarlinków. Obejmuje 78 opisanych gatunków. Zamieszkują Afrykę, południową Azję i krainę australijską.

## Morfologia
Chrząszcze o wydłużonym ciele długości od 2,3 do 6,6 mm.
Dłuższa niż szersza głowa ma drobno i gęsto punktowaną, pozbawioną mikrorzeźby, gęsto i delikatnie owłosioną powierzchnię grzbietową, ostro zaokrąglone kąty tylne, falisto-wycięty brzeg tylny, czwórzębną wargę górną, trzy ząbki na lewej i cztery na prawej żuwaczce oraz wąsko oddzielone do niemal stycznych szwy gularne. Trichobotrium umieszczone jest w okrągławym do jajowatego, pozbawionym szczecinek wklęśnięciu stycznym do środkowej części grzbietowego brzegu oka. Mocno szypułkowata szyja ma głęboki, silnie przewężony rowek nuchalny i dobrze wykształconą listewkę nuchalną.
Przedplecze jest słabo sklepione lub niemal płaskie, pozbawione mikrorzeźby, pokryte gęstym i delikatnym punktowaniem oraz porośnięte delikatnym, gęstym owłosieniem, czasem z wmieszanymi szczecinkami makroskopowymi. Na powierzchni nie krótszych od przedplecza pokryw występują mikroskopowe guzki z drobnymi punktami oraz delikatne owłosienie. Tylna krawędź pokryw opatrzona jest szeregiem szczecinek. Hypomery mają wydzielone poprzeczną listewką płaty zabiodrowe. Występuje szew notosternalny. Pośrodku śródpiersia leży głębokie, jajowate wklęśnięcie. W przeciwieństwie do rodzaju Scopaeus wyrostek metakatepisternalny jest krótki i na szczycie ukośnie ścięty do zaokrąglonego, a zapiersie pozbawione jest narządu strydulacyjnego. 
Odwłok cechuje się pozbawionym żeberka środkowego i zaopatrzonym w falistą z szerokim szpicem środkowym listewkę nasadową trzecim sternitem, wykrojonym tylnym brzegiem ósmego sternitu, U-kształtym wycięciem na tylnej krawędzi tergitu dziewiątego oraz eliptycznym z przednim brzegiem bez szpica tergitem dziesiątym. Samiec ma niesymetryczny, a samica symetryczny dziewiąty tergit. Genitalia samca odznaczają się pośrodku zczerniałym i podzielonym wzdłuż środka grzbietowej powierzchni płatem środkowym edeagusa oraz przylegającymi paramerami. 

## Ekologia i występowanie
Owady te zasiedlają ściółkę leśną, mokradła, pobrzeża rzek i inne stanowiska wilgotne. Imagines przylatują niekiedy do sztucznych źródeł światła.
Przedstawiciele rodzaju zamieszkują krainy etiopską, orientalną i australijską. Zdecydowana większość gatunków znana jest z kontynentalnej Afryki.

## Taksonomia
Takson ten wprowadzony został w 1984 roku przez Henriego Coiffaita jako podrodzaj w obrębie rodzaju Scopaeus. Coiffait umieścił w nim pojedynczy gatunek, po raz pierwszy opisany w 1970 roku pod nazwą Scopaeus spathiferus. W 2023 roku Lee Herman w ramach rewizji podplemienia Scopaeina wyniósł ów takson do rangi osobnego rodzaju i włączył doń 61 gatunków wcześniej umieszczanych w rodzaju Scopaeus.
Do rodzaju tego zalicza się 78 opisanych gatunków: 

- Hyperscopaeus admixtus (Fagel, 1973)
- Hyperscopaeus albertvillensis (Fagel, 1973)
- Hyperscopaeus allardianus (Fagel, 1973)
- Hyperscopaeus andrewesi (Cameron, 1931)
- Hyperscopaeus angolanus (Fagel, 1973)
- Hyperscopaeus bamaniaensis (Fagel, 1973)
- Hyperscopaeus borneensis (Cameron, 1941)
- Hyperscopaeus bredoanus (Fagel, 1973)
- Hyperscopaeus calidus (Bernhauer, 1932)
- Hyperscopaeus confusoides (Fagel, 1973)
- Hyperscopaeus confusus (Fagel, 1973)
- Hyperscopaeus consimilis (Fagel, 1973)
- Hyperscopaeus convexiceps (Bernhauer, 1932)
- Hyperscopaeus corpulentus (Fagel, 1973)
- Hyperscopaeus decelleanus (Fagel, 1973)
- Hyperscopaeus dolosus (Fagel, 1973)
- Hyperscopaeus endrodyanus (Fagel, 1973)
- Hyperscopaeus errans (Fagel, 1973)
- Hyperscopaeus erraticus (Fagel, 1973)
- Hyperscopaeus fallaciosus (Fagel, 1973)
- Hyperscopaeus filicornis (Fagel, 1973)
- Hyperscopaeus flavidulus (Fagel, 1973)
- Hyperscopaeus flavocastaneus (Lea, 1923)
- Hyperscopaeus fluviatilis (Fagel, 1973)
- Hyperscopaeus fossiceps (Eppelsheim, 1885)
- Hyperscopaeus fuliginosus (Fagel, 1973)
- Hyperscopaeus fulvescens (Motschulsky, 1858)
- Hyperscopaeus fusculus (Motschulsky, 1858)
- Hyperscopaeus gigantulus (Bernhauer, 1929)
- Hyperscopaeus girardianus (Fagel, 1973)
- Hyperscopaeus hova (Fauvel, 1905)
- Hyperscopaeus hulstaertianus (Fagel, 1973)
- Hyperscopaeus intermixtus (Fagel, 1973)
- Hyperscopaeus kaszabianus (Fagel, 1973)
- Hyperscopaeus katanganus (Fagel, 1973)
- Hyperscopaeus kivuanus (Fagel, 1973)
- Hyperscopaeus lamtoensis (Fagel, 1973)
- Hyperscopaeus leleupianus (Fagel, 1973)
- Hyperscopaeus leopoldvillensis (Fagel, 1973)
- Hyperscopaeus lescuyeri (Delaunay, Coache et Rainon, 2019)
- Hyperscopaeus levasseuri (Lundgren, 1982)
- Hyperscopaeus longiusculus (Fagel, 1973)
- Hyperscopaeus machadoanus (Fagel, 1973)
- Hyperscopaeus major (Eppelsheim, 1885)
- Hyperscopaeus methneri (Bernhauer, 1932)
- Hyperscopaeus minutulus (Fagel, 1973)
- Hyperscopaeus mulongoensis (Fagel, 1973)
- Hyperscopaeus nitidiceps (Fagel, 1973)
- Hyperscopaeus nitidicollis (Fagel, 1973)
- Hyperscopaeus opacicollis (Bernhauer, 1942)
- Hyperscopaeus overlaetianus (Fagel, 1973)
- Hyperscopaeus parvicornis (Fauvel, 1900)
- Hyperscopaeus pruinosulus (Eppelsheim, 1885)
- Hyperscopaeus pseudomethneri (Fagel, 1973)
- Hyperscopaeus puberulus (Kraatz, 1859)
- Hyperscopaeus reduncus (Fagel, 1973)
- Hyperscopaeus ripicola (Fagel, 1973)
- Hyperscopaeus rubricollis (Fagel, 1973)
- Hyperscopaeus rubrotestaceus (Kraatz, 1859)
- Hyperscopaeus ruguliceps (Fagel, 1973)
- Hyperscopaeus ruziziensis (Fagel, 1973)
- Hyperscopaeus semifuscus (Kraatz, 1859)
- Hyperscopaeus senegalensis (Fagel, 1973)
- Hyperscopaeus seydeli (Cameron, 1952)
- Hyperscopaeus simillimus (Fagel, 1973)
- Hyperscopaeus simulator (Fagel, 1973)
- Hyperscopaeus spathiferus (Coiffait, 1970)
- Hyperscopaeus spinosophallatus (Frisch, 2012)
- Hyperscopaeus subconfusus (Fagel, 1973)
- Hyperscopaeus subprocerus (Coiffait, 1978)
- Hyperscopaeus surdus (Fagel, 1973)
- Hyperscopaeus suspectus (Fauvel, 1907)
- Hyperscopaeus tchapembanus (Fagel, 1973)
- Hyperscopaeus thoracicus (Motschulsky, 1858)
- Hyperscopaeus tristis (Bernhauer, 1929)
- Hyperscopaeus vagans (Fagel, 1973)
- Hyperscopaeus voltae (Fagel, 1973)